# Jerry Brotton
Jerry Brotton (né en 1969 à Bradford, dans le Yorkshire de l'Ouest en Angleterre) est un universitaire et un historien britannique. Il est professeur d'études sur la Renaissance à la Queen Mary University of London.

## Biographie
Après des études primaires et secondaires à Leeds, il obtient un BA en anglais et un MA en sociologie de la littérature de l'Université du Sussex, puis un PhD sur la cartographie du début de la période moderne de la Queen Mary Université de Londres avec Lisa Jardine pour tuteur.
Après l'Université de Leeds et le Royal Holloway, il retourne à la Queen Mary University de Londres où il est professeur d'études sur la Renaissance depuis 2007. Il publie son premier livre Le bazar Renaissance:Comment l'Orient et l'Islam ont influencé l'Occident en 2002. Alain Gresh dans le Monde diplomatique parle d'« une contribution majeure à l’histoire de ce que fut la Renaissance ».

## Œuvres

### Ouvrages originaux
- The Renaissance Bazaar : from the Silk Road to Michelangelo, Oxford University Press, 2002, 256 p. (ISBN 978-0-19-280268-2)
- The Renaissance : A Very Short Introduction, Oxford University Press, 2006, 160 p. (ISBN 978-0-19-280163-0, lire en ligne)
- (en) The Sale of the Late King's Goods : Charles I and his Art Collection, Londres, Macmillan, 2006, 456 p. (ISBN 978-1-4050-4152-2)
- (en) A History of the World in Twelve Maps, Londres, Allen Lane, 2012, 544 p. (ISBN 978-1-84614-099-0)
- (en) Great Maps : The world’s masterpieces explored and explained, New York (N. Y.), DK / Smithsonian, 2014, 256 p. (ISBN 978-1-4654-2463-1)

### Ouvrages traduits en français
- Le bazar Renaissance : Comment l'Orient et l'Islam ont influencé l'Occident [« The Renaissance Bazaar: from Silk Road to Michelangelo »]  (trad. de l'anglais), Paris, Les liens qui libèrent, 2011, 160 p. (ISBN 978-2-918597-39-1)
- Une histoire du monde en 12 cartes [« A History of the World in Twelve Maps »]  (trad. de l'anglais), Paris, Flammarion, coll. « Au fil de l'histoire », 2013, 543 p. (ISBN 978-2-08-121433-0)